# August Geigenberger

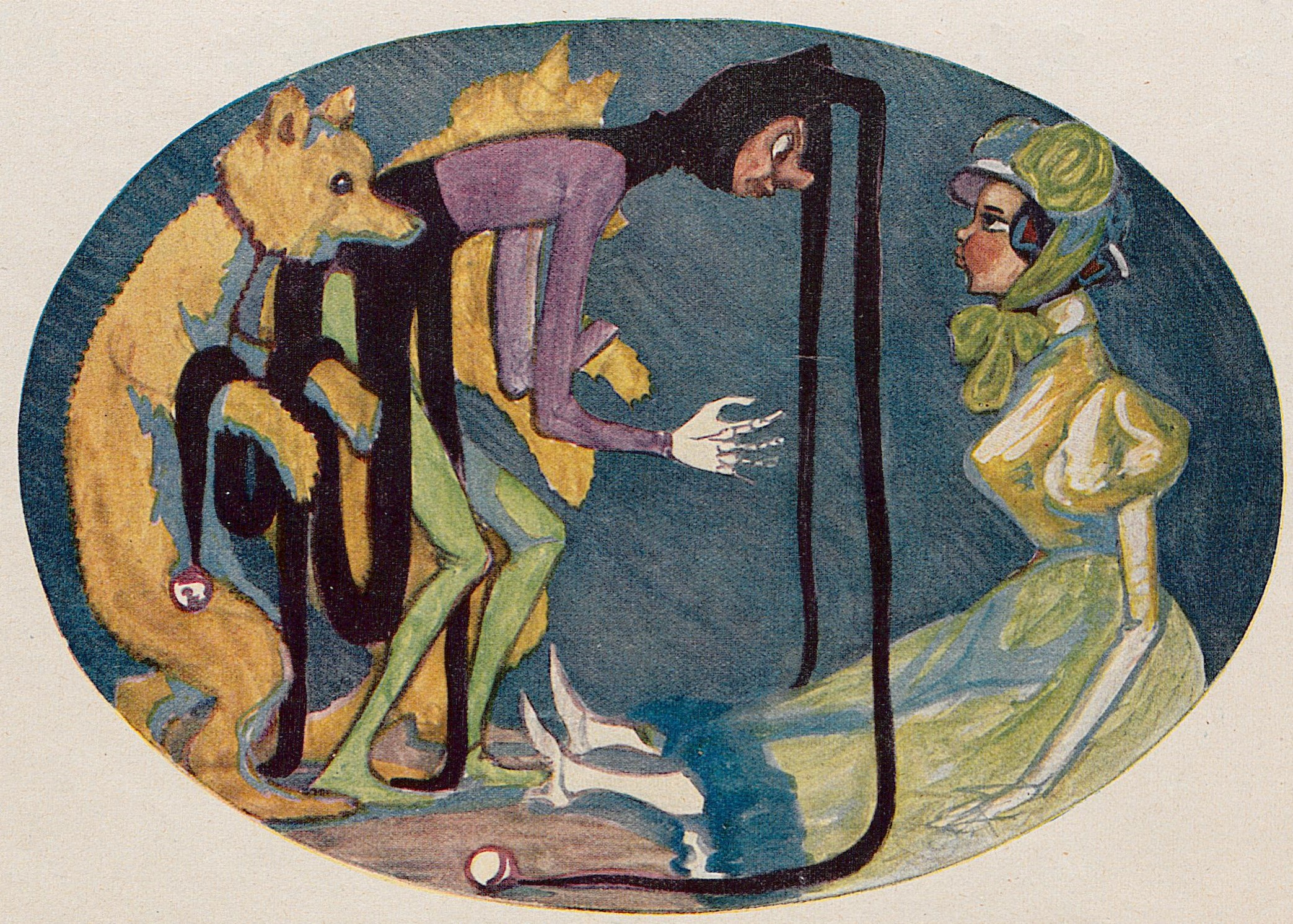
Illustration „Der Antrag“ aus der Zeitschrift Jugend

August Geigenberger (* 16. Juni 1875 in Wasserburg am Inn; † 15. März 1909 in München) war ein deutscher Entwerfer, Grafiker und Kunsthandwerker. Wie sein Bruder Otto gehörte er dem Kreis der Münchener Reformbewegung um die Zeitschrift „Jugend“ an.

## Leben und Werk

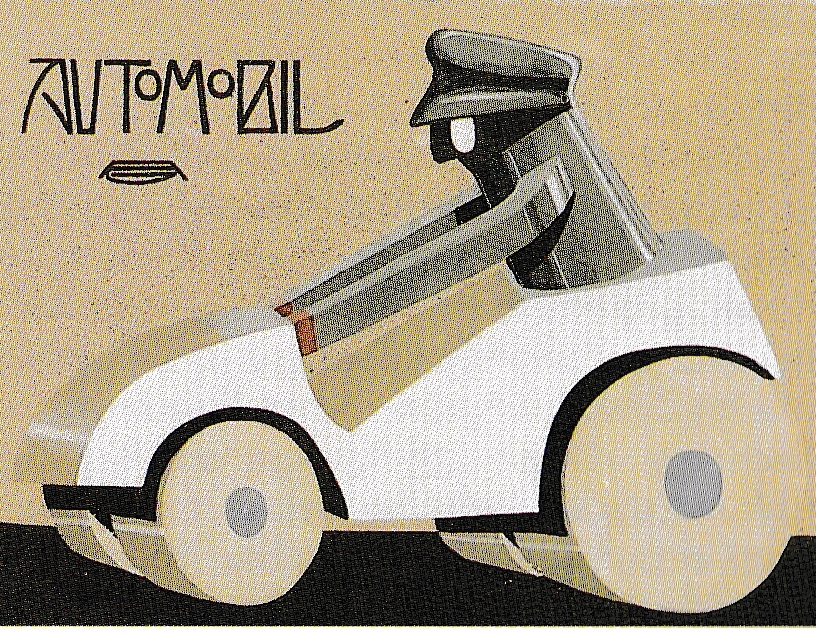
Entwurf für ein Nachziehspielzeug, 1903

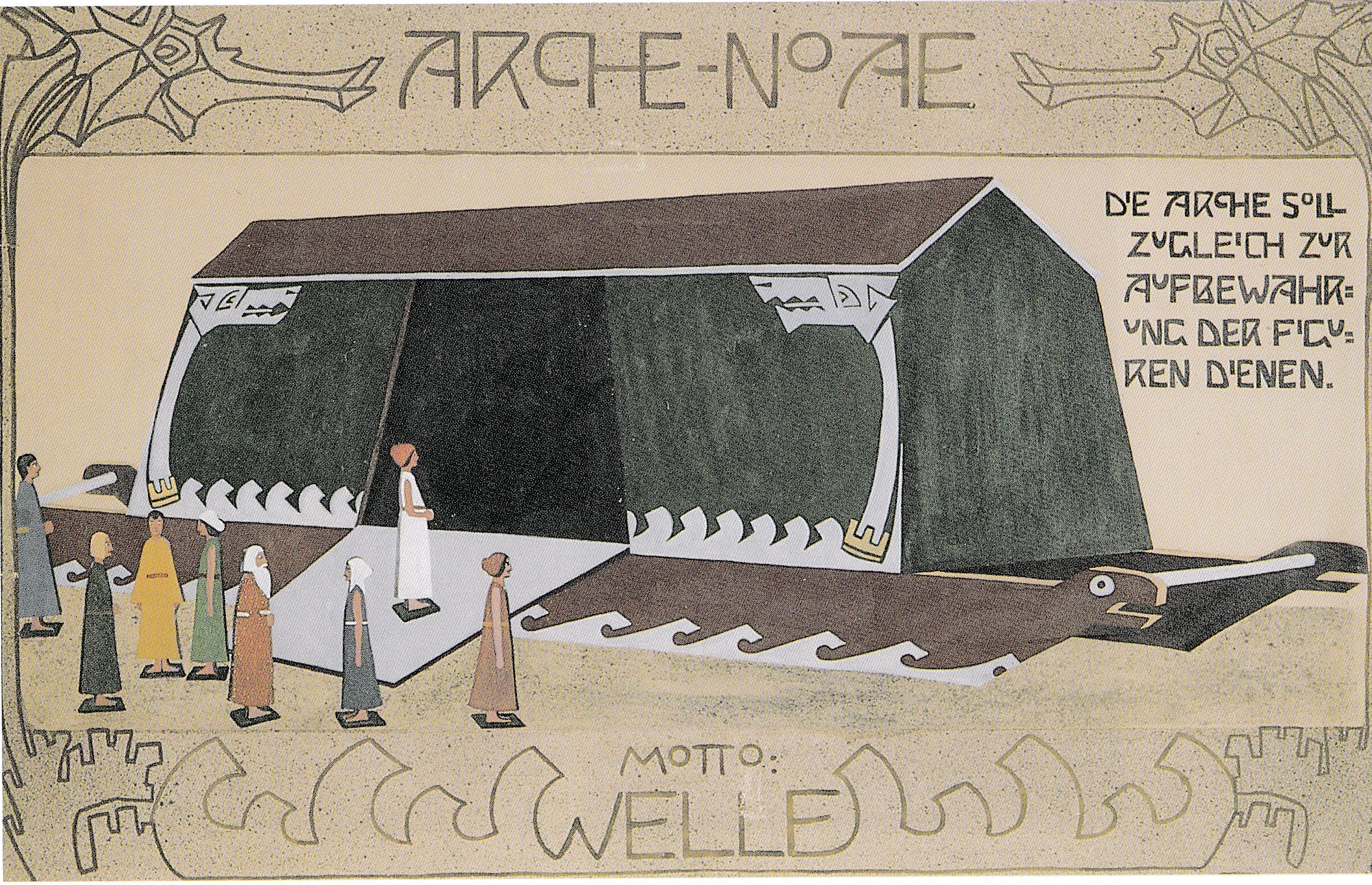
Entwurf für ein Holzspielzeug, 1903

In der väterlichen Steinbildhauerwerkstatt in Wasserburg ging August zunächst in die Lehre, um sich dann an der königlichen Kunstgewerbeschule München bei Maximilian Dasio einer akademischen Ausbildung zu unterziehen. Um 1900 lebte er in München, gründete aber in Wasserburg zusammen mit seinem Bruder eine kunsthandwerkliche Werkstatt.
Für die Zeitschrift Jugend, die der ganzen Stilrichtung und Reformbewegung im ersten Jahrzehnt des 20. Jahrhunderts den Namen gegeben hatte, aber auch andere Zeitschriften, wie den Münchener „Jugendblättern“ und Kinderbüchern schuf er Illustrationen in dem ihm eigenen karikaturhaften Figurenstil. Von 1902 ist sein illustriertes Märchenbuch „Der tapfere Ingobert“. 
Herausragend sind seine Spielzeugentwürfe, von denen eine Schäferei, eine Försterei und eine Arche Noah 1903 bei einem Spielzeugwettbewerb des Bayerischen Gewerbemuseums preisgekrönt wurden; einen ersten und zweiten Preis gewann er auch bei einer gleichen, im Mai 1904 von der Zeitschrift Deutsche Kunst und Dekoration ausgeschriebenen Konkurrenz. Seine aus Holz gefertigten, stets farbig gefassten Spiel- und Nachziehfiguren sind in den Formen auf oft groteske Weise stilisiert, gelegentlich auch sparsam ornamentiert. Thematisch repräsentieren sie eine bunte Märchenwelt, dagegen überrascht sein schnittiges, futuristisch anmutendes Spielzeugauto. Einige Spielzeugentwürfe realisierten die Dresdner Werkstätten für Handwerkskunst. Seine Figuren für das Schattentheater verlegte der B. G. Teubner Verlag in Leipzig. Eine ganze Reihe seiner schon zu Lebzeiten vom Bayerischen Gewerbemuseum erworbenen Arbeiten bewahrt heute das Gewerbemuseum der LGA im Germanischen Nationalmuseum. 
Geigenberger starb schon mit 34 Jahren an einem angeborenen Herzfehler.